# Fablok Typ Las
Die schmalspurigen Dampflokomotiven der Baureihe Fablok Typ Las des polnischen Herstellers Fablok wurden in großer Stückzahl für Industrie- und Waldbahnen gebaut. Von ihr wurden 640 Exemplare für die Spurweiten 600, 750, 760 und 785 mm hergestellt. Sie wurden für Betriebe in Polen, Bulgarien, Albanien, Rumänien und China gefertigt.
Die Lokomotiven wurden im Regelbetrieb bis Anfang der 1990er Jahre eingesetzt. Zahlreiche Maschinen sind bei Museumsbahnen in Polen, England, Belgien und Deutschland sowie in Museen als Ausstellungsstücke erhalten.

## Geschichte
Die Dampflokomotiven vom Typ Las wurde in den Jahren 1947 bis 1948 von der Lokomotivfabrik Fablok in Chrzanów in Anlehnung an die Konstruktion der Baureihe Fablok Typ Ryś projektiert. Es wurde in etwa dieselbe Dampfmaschine verwendet. Die Lokomotive erhielt eine Achse mehr, dadurch wurde der Achsdruck um 1,5 t geringer. Die Lokomotive konnte auf Strecken mit geringeren Achsdruck, wie bei Waldbahnen, eingesetzt werden.
Es wurden insgesamt 640 Lokomotiven der Serie gefertigt, 120 Stück davon mit der Spurweite 750 mm. Für die anderen Spurweiten ist die Anzahl der gefertigten Lokomotiven nicht genau bekannt. Es wurden ungefähr 30 Lokomotiven der Serie exportiert. Davon gelangten 1948 sechs Fahrzeuge mit der Spurweite 760 mm nach Bulgarien, 1949 vier Fahrzeuge mit der Spurweite 760 mm nach Albanien, 1952 18 Lokomotiven mit den Spurweiten 600 mm und 760 mm nach Rumäniensowie zwei Lokomotiven mit der Spurweite 600 mm nach China.
Von den Staatlichen Waldbahnen in Polen hat sie eine dem PKP-Bezeichnungssystem von 1960 angelehnte Bezeichnung erhalten, wobei sie die Baureihe Ty und als Ordnungsnummer manchmal die Fabriknummer und manchmal eine nicht zu identifizierende Nummer erhielt. Die Lokomotiven gehörten zu den am längsten mit in Betrieb befindlichen Lokomotiven in Polen. Sie konnten in der Ebene einen Zug mit einer Masse von 240 t mit 10 km/h ziehen.

### Bekannte Lokomotiven Spurweite 600 mm
Die meisten Fahrzeuge – eine genaue Stückzahl ist nicht bekannt – wurden für die Waldbahnen mit der Spurweite von 600 mm gebaut, für die sie mit ihrer geringen Achslast die idealen Fahrzeuge waren. Heute (2023) sind noch 17 Fahrzeuge erhalten, davon gelten sechs als aktiv.
- Eine Lokomotive bei der Berliner Parkeisenbahn (2023)[6]
- Drei Lokomotiven in Belgien (2023 aktiv)[7][8][9]
- Zwei Lokomotiven in England (2023)[10][11]
- Eine Lokomotive mit der Bezeichnung Ty 1139 war von 1999 bis 2004 bei der Waldeisenbahn Muskau. Heute ist sie als Exponat bei der Parkeisenbahn in Krośnice vorhanden.[12]
- Die Lokomotive Fablok 2843 ist in Einzelteilen bei verschiedenen ausländischen Museumsbahnen vorhanden[13]
- In England ist die Lok Fablok 3506 als Exponat erhalten (2023)[14]
- Acht Lokomotiven sind in Polen bei verschiedenen Einrichtungen als Exponat erhalten (2023). Davon sind zwei in Ełk aktiv (2023),[15][16] die Ty 3810 steht als Exponat im Freilichtmuseum in Janów Lubelski (2023).[17]
- Fünf weitere Lokomotiven sind an verschiedenen anderen Orten als Denkmal aufgestellt (2023).[18][19][20][21][22]

### Bekannte Lokomotiven Spurweite 750 mm
Die 120 Lokomotiven, die auf dem Schmalspurnetz der Spurweite 750 mm in den Gebieten der heutigen Woiwodschaften Kujawien, Großpolen, Łódź und Schlesien eingesetzt waren, waren vorrangig auf den Werkbahnen von Zuckerfabriken in Betrieb. Es sind heute (2023) neun Lokomotiven bekannt, die an verschiedenen Standorten erhalten geblieben sind.
- Drei gelten als aktiv,
  - eine davon in Belgien,[23]
  - eine in Polen[24]
  - und eine Tschechien.[25]
- Eine Lokomotive war von 1994 bis 2012 Exponat in Deutschland in Oberoderwitz und bei der Waldeisenbahn Muskau im Lokschuppen von Weißwasser. Sie ist heute (2023) Exponat bei der Parkeisenbahn in Krośnice.[26]
- Im Ringlokschuppen Skierniewice ist eine Lokomotive erhalten,[27] im Eisenbahnmuseum Sochaczew sind drei Lokomotiven als Exponate vorhanden (2023),[28][29][30] eine weitere Lokomotive ist im Freilichtmuseum für Schienenfahrzeuge in Chabowka.[31]

### Bekannte Lokomotiven Spurweite 785 mm
Von der unbekannten Anzahl von Lokomotiven in der Spurweite 785 mm wurden viele Lokomotiven in Betrieben eingesetzt, wie im Oberschlesischem Industriegebiet und anderen Werken in der heutigen Woiwodschaft Schlesien. Es sind heute (2023) noch vier erhaltene Lokomotiven bekannt.
- Eine Lokomotive ist im Eisenbahnmuseum in Rudy als betriebsfähiges Fahrzeug erhalten, konkret handelt es sich hier um Las 49 3343 (Bj.1954), derzeit in HU[32]
- drei weitere sind an verschiedenen Standorten in Schlesien als Exponat vorhanden.[33][34][35]

## Konstruktion
Der Blechrahmen der Lokomotive ist als Wasserkastenrahmen ausgebildet ist. Weitere Wasservorräte sind in den seitlichen Kästen neben dem Kessel vorhanden, die mit dem Rahmenwasserkasten verbunden sind. In diesen waren auch die Kohlenvorräte gebunkert. Alle drei Achsen sind im Rahmen fest gelagert. Die mittlere Achse besitzt keine Spurkränze. Das ermöglichte der Lokomotive, einen Halbmesser von 22 Meter sicher zu durchfahren. Vorn am Rahmen sind ungefähr 50 mm starke Bleche, die als Pufferbohle ausgebildet sind und die die je nach Kunden gewünschten Zug- und Stoßeinrichtungen aufnehmen. Meistens wurde die Balancierhebelkupplung gewählt.
Der Flammrohrkessel besitzt eine stählerne Feuerbüchse. Der Kessel ist größtenteils verschweißt und besteht aus zwei Schüssen. Die Rauchkammer besitzt denselben Durchmesser wie die übrigen Kesselschüsse. Auf dem ersten Kesselschuss sitzt der Dampfdom mit innen angeordnetem Regler, auf dem zweiten Kesselschuss sitzt der runde Sandkasten, von dem mechanisch die erste Achse von vorn und die dritte von hinten gesandet werden konnten. Das Sicherheitsventil, das mit Federwirkung funktioniert, sitzt bei den Lokomotiven auf dem Stehkessel. Der Kessel wurde von zwei Injektoren der Bauart Friedmann mit einer Förderleistung von 60 l/min gespeist. Die Zylinder sind horizontal angeordnet und besitzen horizontal liegende Flachschieber, die über eine Heusinger-Steuerung die dritte Achse antreiben, der Kreuzkopf wird einschienig auf der Gleitbahn geführt.
Standardmäßig waren die Lokomotiven nur mit Petroleumbeleuchtung und einer Handbremse ausgerüstet, die auf alle Achsen einseitig von vorn wirkte. Auf Kundenwunsch konnten die Lokomotiven mit einer Dampfbremse und elektrischer Beleuchtung mit einem Turbogenerator ausgerüstet werden. Vor dem Führerhaus saß eine Dampfpfeife. Die Rückwand des Führerhauses besitzt eine zweiteilige Tür und eine herablassbare Brücke, um einen Hilfstender mit weiterem Kohlevorrat anzukuppeln.

## Galerie

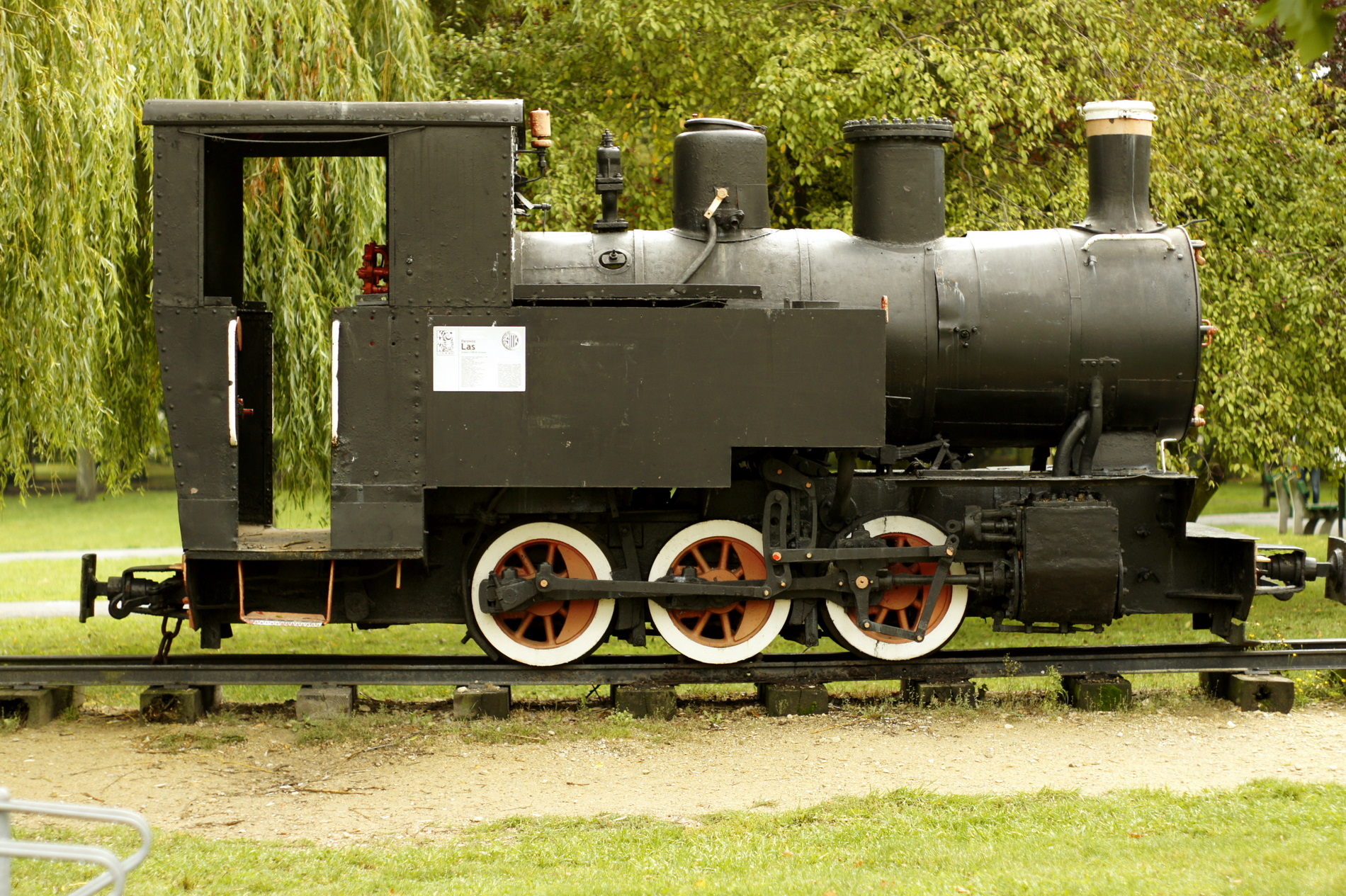
Erhaltene Las47 für 600 mm Spurweite
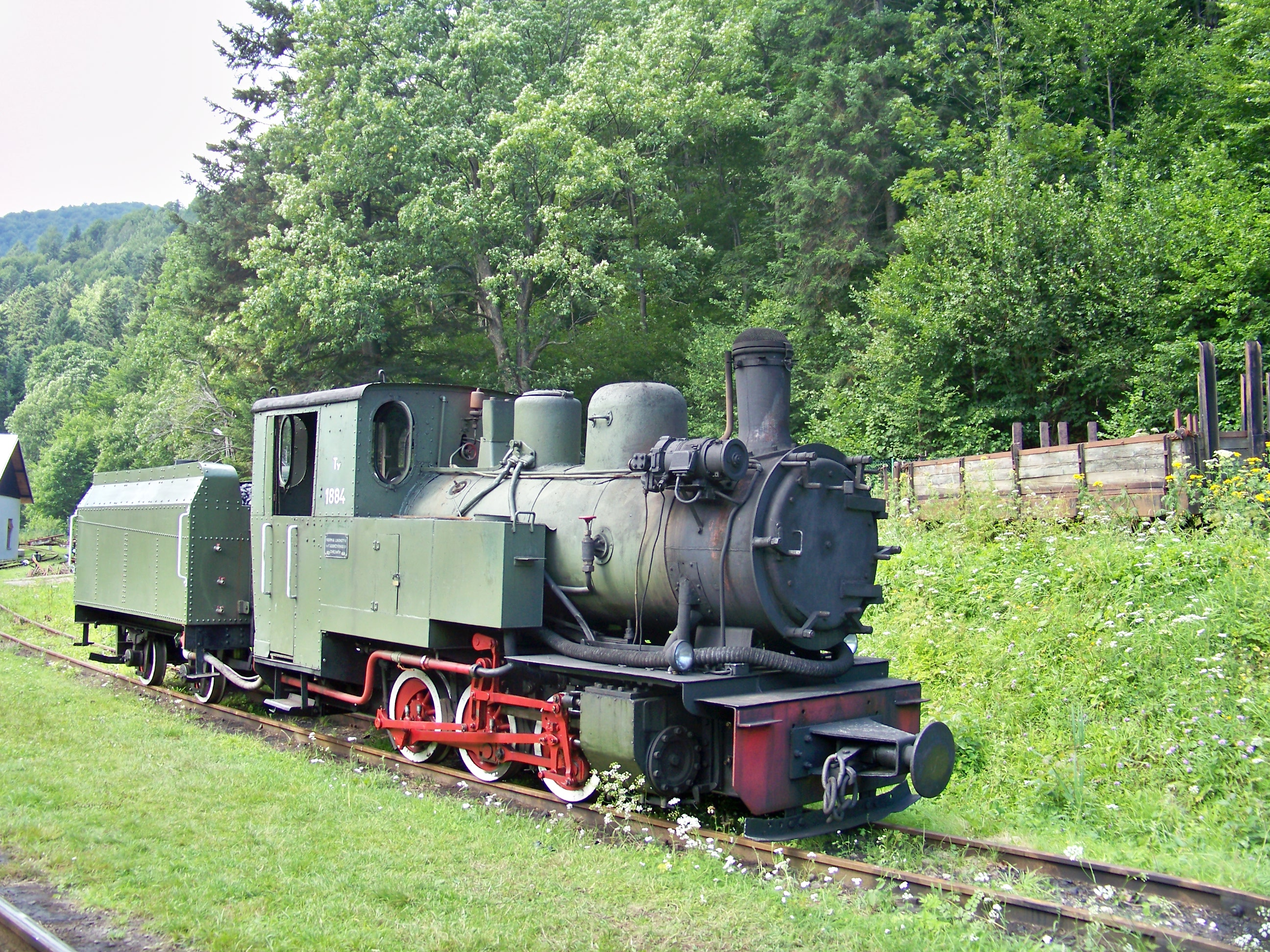
Erhaltene Ty 1884 für 750 mm Spurweite
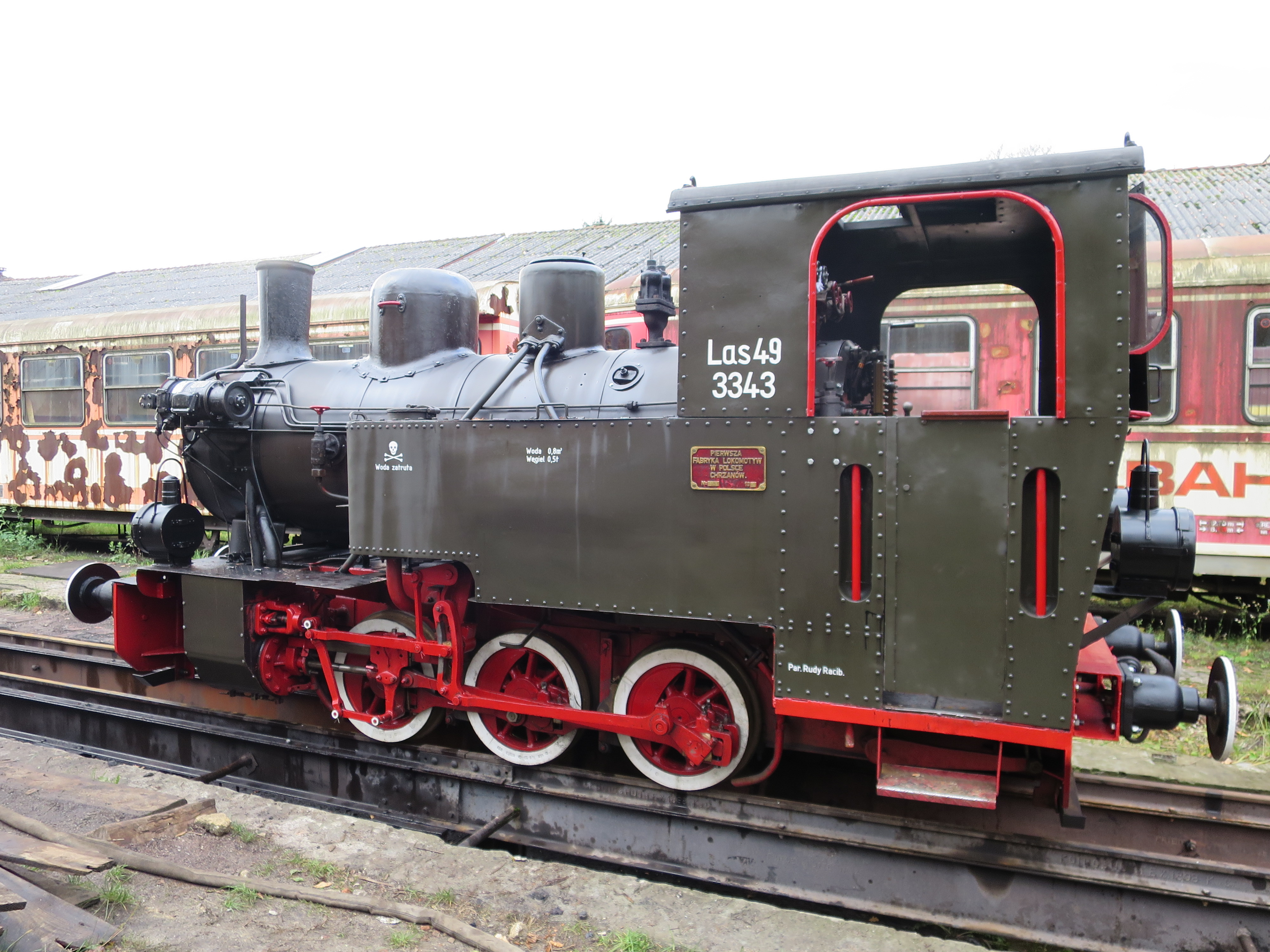
Erhaltene Las49 für 785 mm Spurweite
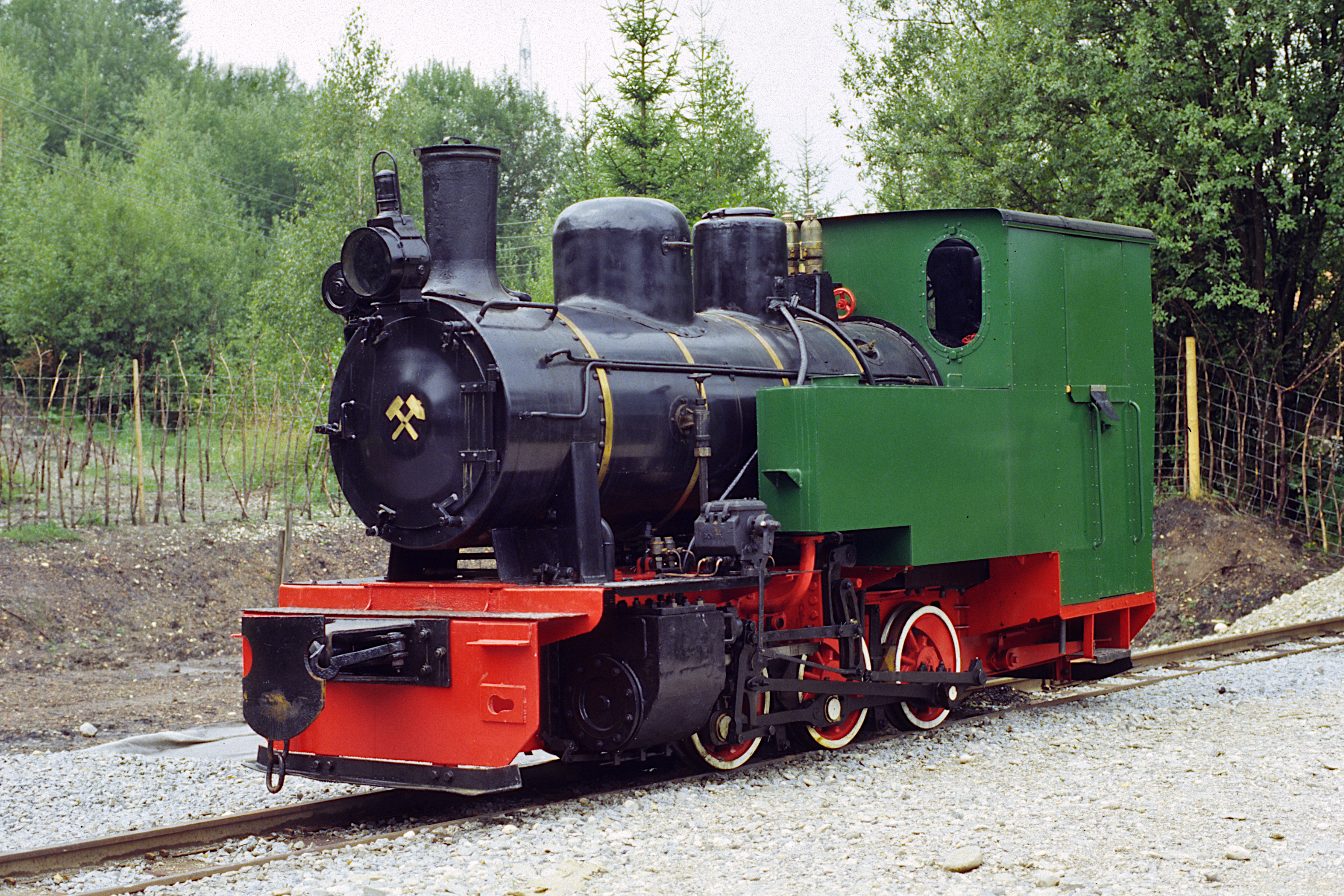
Fablok 4968/1956 in Ampflwang-Hinterschlagen.